# Vikram Malhotra
Pour les articles homonymes, voir Malhotra.
Vikram Malhotra, né le 16 novembre 1989 à Bombay, est un joueur professionnel de squash représentant l'Inde. Il atteint en avril 2020 la 47e place mondiale sur le circuit international, son meilleur classement.
Il remporte les Jeux asiatiques par équipes en 2014.

## Biographie
Après une brillante carrière junior en Inde qui l'a vue remporter le titre national dans toutes les catégories d'âge, il part aux États-Unis pour poursuivre ses études en 2008. Il obtient un baccalauréat universitaire en sciences des religions au Trinity College en 2012 puis un diplôme d'études supérieures en politique publique et en droit. En même temps, il est actif dans le squash collégial et est entraîneur adjoint des équipes collégiales pendant ses études.
Il participe au championnat du monde 2018-2019 mais échoue au premier tour face à l'Anglais Richie Fallows. Il intègre en mars 2020 le top 50 circuit international.